# Agus Firmansyah
Agus Firmansyah (Tangerang, Indonesia; 7 de abril de 1980) es un exfutbolista de Indonesia que jugaba en la posición de defensa. Actualmente es entrenador asistente de la selección nacional sub-19.

## Carrera

### Club
| Periodo   | Club                |
| --------- | ------------------- |
| 1998      | Persikabo Bogor     |
| 1999      | Pelita Jaya         |
| 2000–2006 | Persikota Tangerang |
| 2007      | Sriwijaya FC        |
| 2008–2010 | Deltras Sidoarjo    |

### Selección nacional
Jugó para Indonesia en 23 ocasiones de 2004 a 2007 y participó en la Copa Asiática 2004.